# Lista de personagens da série Mortal Kombat

Logotipo da franquia

Essa é uma lista de personagens da série Mortal Kombat. Até o sétimo jogo de luta da série, Mortal Kombat: Armageddon, lançado em 2006, os personagens jogáveis eram 61, todos os quais estavam disponíveis no título. Cinco anos depois, a série teve sua continuidade até o momento descartada no nono jogo, simplesmente chamado Mortal Kombat, e o elenco jogável se restringia a 27 personagens, todos introduzidos nos três primeiros títulos, com mais dois regressantes e uma personagem original disponíveis por download. Mais nove surgiram em Mortal Kombat X, e os mais recentes são quatro introduzidos em Mortal Kombat 11.
A franquia também incluiu vários personagens de outras obras como convidados. Após a Midway Games ser vendida para a Warner Bros., um título normal da série foi substituído por outro que mesclaria a franquia com os personagens da companhia-irmã DC Comics, Mortal Kombat vs. DC Universe. O oitavo título seria responsável de reinicializar a série. Neste título de 008, havia onze personagens de Mortal Kombat e onze do universo de arte sequencial publicado pela DC: Batman,  Capitão Marvel, Coringa, Darkseid, Exterminador, Flash,  Lanterna Verde,  Lex Luthor, Mulher-Gato, Mulher-Maravilha,  e Superman. Três anos depois, Mortal Kombat apresentou dois personagens convidados como conteúdo comprável: Kratos de God of War  e Freddy Krueger da franquia A Nightmare on Elm Street. O título seguinte, Mortal Kombat X, lançado em 2015 teve Alien (Alien), Jason Voorhees (Sexta-Feira 13), Leatherface (The Texas Chain Saw Massacre) e Predador (O Predador) como personagens compráveis. Logo após em 2019, Mortal Kombat 11, trouxe
de novo o Coringa, e também Spawn, O Exterminador, Robocop e John Rambo.

## Personagens

### Introduzido emMortal Kombat
O primeiro título da franquia foi lançado em 1992. Intitulado Mortal Kombat, o jogo apresentou dez personagens: sete selecionáveis (Johnny Cage, Kano, Liu Kang, Raiden, Scorpion, Sonya Blade e Sub-Zero), um personagem jogável e secreto (Reptile) e dois chefes não jogáveis (Goro e Shang Tsung).
| Personagem  | Descrição | Ref. |      | |        |
| ----------- | --- | ---- | ---- | --- | ------ |
| Personagem  | Descrição | Ref. | Goro | Sub-chefe do título, Goro tornou-se atual campeão do Torneio Mortal Kombat após derrotar o Grande Kung Lao. Por quinhentos anos, ele permaneceu invicto e ajudou Shang Tsung a se aproximar cada vez mais da dominação de Shao Kahn sobre Earthrealm. Diferentemente dos demais personagens, Goro não foi baseado em digitalização de atores reais, mas sim numa escultura de argila criada por Curt Chiarelli. | [ 10 ] |
| Johnny Cage | Personagem jogável, Johnny Cage é um artista marcial e ator que participa do Torneio simplesmente para provar que ele não utiliza efeitos especiais em seus filmes. Ele é o único personagem no título que não compartilha uma história anterior com os outros personagens. |      |      | | [ 10 ] |
| Kano        | Personagem jogável, Kano é um assassino estadunidense que nasceu no Japão. Ele é o líder da organização de assassinos Black Dragon, tendo sido deportado para os Estados Unidos, e se tornando procurado em trinta e cinco outros países. |      |      | | [ 10 ] |
| Liu Kang    | Personagem jogável, Liu Kang é um monge habilidoso em combate que participa do décimo Torneio para evitar a dominação de Shao Kahn. Ele é o responsável por derrotar o atual campeão Goro e o feiticeiro Shang Tsung, tornando-se o campeão do Mortal Kombat e evitando os planos de dominação de Kahn. Era originalmente um personagem japonês chamado Minamoto Yoshitsune, mas o co-criador e desenhista de personagens de Mortal Kombat John Tobias afirmou que a equipe não poderia "lidar com o nome". De acordo com Tobias "originalmente seria um monge budista" calvo e de túnicas, mas acabou se parecendo com Bruce Lee". |      |      | | [ 10 ] |
| Raiden      | Personagem jogável, Raiden é descrito no primeiro título como uma divindade do trovão que assumiu a forma humana após ter sido convidado para competir no Torneio pelo próprio Shang Tsung. Ed Boon admite ter sido influenciado pelo personagem Lighting do filme Os Aventureiros do Bairro Proibido (1986) de John Carpenter. |      |      | | [ 10 ] |
| Reptile     | Personagem secreto e jogável, Reptile não obteve história e biografia no primeiro título. Algumas dicas de como destravar a luta contra o personagem são transmitidas pelo próprio, que aparece aleatoriamente antes de outras lutas. O personagem retornou no segundo título como personagem jogável e pertencente a uma raça reptiliana chamada Raptors, que foram levadas para Outworld e escravizados por Shao Kahn. Ele serve como protetor de Shang Tsung. |      |      | | [ 10 ] |
| Scorpion    | Personagem jogável, Scorpion foi descrito como tendo uma inimizade contra Sub-Zero, sendo atribuída por causa da rivalidade entre os clãs. No entanto, posteriormente, revelou-se que ele era um espectro morto-vivo que havia sido morto por Sub-Zero. |      |      | | [ 10 ] |
| Sonya Blade | Personagem jogável, Sonya Blade é tenente das Forças Especiais. No primeiro título, ela e sua equipe encontra-se em uma perseguição a Kano, que pulou no navio que transportava dos combatentes até o local do Torneio. Sonya e sua equipe seguem o navio, sendo recebido pela guarda de Shang Tsung. Ela, então, é obrigada a participar do Torneio para poupar a vida de seus companheiros. |      |      | | [ 10 ] |
| Shang Tsung | Chefe e personagem não jogável, Shang Tsung é um feiticeiro que rouba almas. O personagem participa de um torneio e torna-se campeão; contudo, ele é derrotado e se torna o coordenador do Torneio, ajudando as forças de Outworld a conquistar nove vitórias seguidas. No décimo torneio, ele é derrotado por Liu Kang. |      |      | | [ 10 ] |
| Sub-Zero    | Na franquia, Sub-Zero é o nome de dois personagens distintos. O primeiro a ser introduzido foi Bi-Han, que participa do Torneio após ter sido instruído pelo seu clã para matar o anfitrião Shang Tsung. Bi-Han, no entanto, é morto por Scorpion em sua busca por vingança. |      |      | | [ 10 ] |

### Introduzido emMortal Kombat II
| Personagem           | Descrição | Ref. |          | |
| -------------------- | --- | ---- | -------- | --- |
| Personagem           | Descrição | Ref. | Kung Lao | Personagem jogável, ele é o último descendente do Grande Kung Lao, que foi derrotado por Goro há 500 anos. Ao contrário de seu antecessor, Kung Lao não desejava ser o campeão do Mortal Kombat e preferia viver sua vida em paz. É membro da White Lotus Society assim como seu amigo, Liu Kang. |
| Kitana               | Personagem jogável, assassina pessoal de Shao Kahn e também sua filha adotiva. Sua beleza esconde seu verdadeiro papel de assassina pessoal para o imperador. Seus motivos ficaram sob suspeita por sua "irmã gêmea", Mileena. Mas apenas Kitana conhece suas verdadeiras intenções. Mais tarde ela passa a ajudar os guerreiros da Terra após descobrir a verdade sobre sua origem. |      |          | |
| Jackson "Jax" Briggs | Personagem jogável, Major Jackson Briggs é o líder de uma das principais unidades das Forças Especiais dos EUA. |      |          | |
| Baraka               | Personagem jogável, líder dos Tarkatans, segue ordens do imperador Shao Kahn contra as forças do bem. Ele pertence a uma raça nômade de mutantes que vivem nos desertos de Outworld. Suas habilidades de luta e as temidas lâminas em seus braços ganharam a atenção de Shao Kahn, que então o recrutou para o seu exército de destruição. |      |          | |
| Mileena              | Personagem jogável, clone de Kitana e assassina pessoal de Shao Kahn. Junto com sua "irmã gêmea" Kitana, a aparência "deslumbrante" de Mileena esconde suas intenções hediondas. A pedido de Shao Kahn, ela é solicitada a ficar atenta à suspeita de dissensão de sua "irmã gêmea" e deve acabar com isso a qualquer custo. |      |          | |
| Shao Kahn            | Shao Kahn foi general das tropas de guerra de Onaga, o Rei Dragão, então Imperador de Outworld, ou Exoterra. Além de líder de tropas, Kahn era também seu principal conselheiro. Onaga dominou Outworld escravizando seu povo, matando por diversão e, principalmente, conquistando outros reinos e realidades paralelas. Um povo oprimido e massacrado pelo exército poderoso, liderado por Kahn. Mas, sua ganância deslumbrou o possível trono de Outworld. Para conseguir o lugar de seu imperador, Kahn envenenou Onaga e destruiu seu exército. Sendo assim, conseguiu a ascensão e virou o Imperador de Outworld. |      |          | |
| Kintaro              | Guerreiro Shokan, general dos exércitos de Shao Kahn e sucessor de Goro. |      |          | |
| Jade                 | Personagem secreta, uma assassina de Shao Kahn, Jade ganhou uma reputação como uma guerreira ágil e furtiva. Sua família era da nobreza de Edenia e serviu ao imperador uma vez que ele conquistou seu reino, que tomou Jade como tributo quando ela era criança. Depois de anos de treinamento rigoroso na arte de combate, Shao Kahn concedeu-lhe a posição de guarda-costas da princesa Kitana. Ao longo dos séculos ela e Kitana tornaram-se amigas próximas, o que torna ordens secretas de Shao Kahn dolorosas de aceitar: Se Kitana for desleal, Jade deve matá-la. Mas Jade se revoltou contra o imperador quando ele sequestrou sua amiga e a aprisionou na torre do castelo. |      |          | |
| Smoke                | Personagem secreto, originário de Praga, Thomas Verbada, conhecido pelo seu codinome Smoke, foi recrutado pelos Lin Kuei pela sua impressionante capacidade de fuga. Capaz de se transformar em um fio de fumaça e vapor, o seu talento foi útil em inúmeras missões do clã. Smoke não tem nenhuma memória de sua infância, assim considera o clã Lin Kuei sua família, mais especificamente o jovem Sub-Zero, que é como um irmão para ele. Ele tem esperança de que, com a ajuda dos Lin Kuei, ele possa descobrir mais sobre seu passado e a origem de seus poderes. |      |          | |
| Noob Saibot          | Personagem secreto, Bi-Han (碧菡), sua primeira aparição humana cronológica foi em Mortal Kombat Mythologies: Sub-Zero quando o feiticeiro Quan Chi contratou os Lin Kuei para encontrar um amuleto ancião, ele foi enviado para encontrar o mapa que levava a sua localização. Ele não sabia que Quan Chi havia contratado um ninja japonês, Hanzo Hasashi, para a mesma tarefa no caso de Bi-Han falhar. Hasashi e Bi-Han encontraram-se na sala do mapa, onde Bi-Han arrancou a coluna de Hasashi junto com sua cabeça; matando-o a sangue frio depois de uma breve luta. Depois que Bi-Han entregou o mapa, Quan Chi cumpriu a promessa que havia feito ao Grandmaster dos Lin Kuei; o clã rival, o Shirai Ryu, foi aniquilado. Essa matança, combinada com a execução impiedosa de Hanzo, abasteceu o espectro vingativo de Scorpion que mais tarde participaria nos torneios do Mortal Kombat. Ao retornar ao clã dos Lin Kuei, ele soube que ele havia sido convidado a participar do torneio do Mortal Kombat. Durante este torneio, Bi-Han encarou o espectro assassino de Hanzo Hasashi (agora conhecido como Scorpion), sendo morto por ele, e tendo então sua alma mandada para o submundo. Shinnok observou sua alma entrar em Netherrealm. Ele e Quan Chi agora tinham a alma de Bi-Han para a Brotherhood of the Shadow. Lá, o Amuleto de Shinnok contaminou a alma de Bi-Han, corrompendo-o completamente. Ele se tornou Noob Saibot e se curvou para Quan Chi e a 'Brotherhood of the Shadow'. Em Netherealm, Noob Saibot se juntou a Brotherhood of the Shadow, o que ele recusou enquanto vivo. Numa mudança sombriamente irônica, Noob Saibot agora seria leal a Shinnok. Uma de suas primeiras tarefas para seu novo mestre seria observar e informar os acontecimentos ocorridos em Earthrealm e Outworld; para isso, ele permaneceu nas sombras durante o torneio de Outworld, monitorando a situação para o Deus Ancião caído. |      |          | |

### Introduzido emMortal Kombat 3e atualizações
| Personagem | Descrição | Ref. |           | |               |
| ---------- | --- | ---- | --------- | --- | ------------- |
| Personagem | Descrição | Ref. | Chameleon | Personagem jogável que estreou nas versões de Mortal Kombat Trilogy para PlayStation 1, Sega Saturn e PC. Caracterizado como um ninja masculino parcialmente transparente e que imitava todos os personagens ninjas de trocas de paleta. O jogo simplesmente se referia a ele como "um dos guerreiros mais mortíferos de Shao Kahn." Em Armageddon, afirma-se que o personagem esteve presente em eventos que datam desde a vitória de Liu Kang no primeiro torneio, enquanto que seu final simplesmente o descreveu como sendo o "verdadeiro campeão do Mortal Kombat". | [ 22 ] [ 24 ] |
| Cyrax      | Personagem jogável que estreou em Mortal Kombat 3. Ele é um membro do clã Lin Kuei que foi convertido em um ciborgue sem alma, assim como Sektor e Smoke. Com a recusa de Sub-Zero, os três foram designados para matá-lo; contudo, ele foi capturado por Sub-Zero e reprogramado para destruir Shao Kahn. Este último, no entanto, já havia sido derrotado fazendo com que Cyrax aguardasse novas; quando isso nunca aconteceu, ele consequentemente não funcionou e vagou até ficar atolado no meio de um vasto deserto. |      |           | | [ 22 ] [ 24 ] |
| Ermac      | Antes de sua estreia em UMK3, diversas especulações ocorreram em mídias especializadas sobre a existência de um personagem secreto. A primeira ocorreu em Mortal Kombat 1, no qual uma tela de auditorias exibia uma macro que havia sido criada por Ed Boon para capturar erros de codificação. Esta macro era escrita como "ERMACS" (contração pluralizada de error macro). Após a terceira atualização (inclusão de Reptile), ERMACS prosseguiu os contadores "Reptile Appearances" e "Reptile Battles" e isso levou os jogadores a procurar um segundo personagem secreto. Apesar da remoção desta macro, as especulações se intensificaram após uma contribuição de "Tony Casey" publicado pela Electronic Gaming Monthly. A postagem trazia uma imagem manipulada do personagem Scorpion, na qual a paleta vermelha foi utilizada juntamente com a frase "Ermac Wins" sobreposta. Posteriormente, revelou-se que a revista não havia tido conhecimento de que a imagem era falsa. Contudo, respostas de jogadores alegaram avistamentos de uma falha aleatória que faria os gráficos dos personagens ninja do jogo piscarem em vermelho, com "Error Macro" ou "Ermac" substituindo o nome deles na barra de energia. Esta falha, no entanto, não era possível de acontecer. Os desenvolvedores incluíram mensagens embaralhadas no título seguinte indicando a inexistência do personagem, mas este foi incluído na atualização Ultimate Mortal Kombat 3 como um amálgama das almas dos guerreiros falecidos, criado para servir como um executor de Shao Kahn. A concentração de almas resulta em sua posse de poderes telecinéticos e se refere a si mesmo no plural. |      |           | | [ 22 ] [ 24 ] |
| Kabal      | Personagem jogável que estreou em Mortal Kombat 3, ele era membro de uma organização criminosa chamada Black Dragon, mas teve sua alma poupada para defender o reino da invasão de Shao Kahn. Como consequência, Kabal foi atacado pelos esquadrões de Kahn, no qual foi gravemente ferido: mutilado e desconfigurado, ele depende de respiradores artificiais para sobreviver. |      |           | | [ 22 ] [ 24 ] |
| Khameleon  | Personagem jogável que estreou na versão de Mortal Kombat Trilogy para Nintendo 64. Ela é descrita como sendo a última mulher réptil. Khameleon falhou em suas tentativas de assassinar Shao Kahn, responsável pela extinção de sua espécia, andando pelos reinos enquanto contempla sua vingança. |      |           | | [ 22 ] [ 24 ] |
| Motaro     | Personagem não jogável que estreou em Mortal Kombat 3, incluído como sub-chefe deste. Ele pertence à raça dos centauros, que possuí um conflito com os Shokans, e liderou os esquadrões de extermínio de Shao Kahn durante a invasão de Earthrealm. Apesar de ter sido inserido na franquia como um centauro, o personagem sofreu uma alteração em Armageddon, quando se tornou bípede. A explicação para essa mudança seria uma maldição. |      |           | | [ 22 ] [ 24 ] |
| Nightwolf  | Personagem jogável que estreou em Mortal Kombat 3. Ele é apresentado como um xamã que se comunica com Raiden através de visões. Nightwolf oferece abrigo temporário para outros guerreiros do plano de Earthrealm e, posteriormente, junta-se aos mesmos nos embates contra os esquadrões de Shao Kahn. |      |           | | [ 22 ] [ 24 ] |
| Rain       | Personagem jogável que estreou em Ultimate Mortal Kombat 3. Apesar disso, o mesmo já havia realizado raras aparições em cenários de jogos anteriores. No primeiro título da franquia, ocorreram rumores sobre as existências de personagens secretos e, assim como Ermac, Rain foi especulado pelos fãs. Essas especulações basearam-se em um código que dizia: "Rain pode ser encontrado no cemitério", fazendo referência a um dos estágios, no qual o personagem nunca sequer apareceu. Ele é um habitante de Edenia que foi contrabandeado para Outworld durante a invasão de Shao Kahn. Já nos eventos de Trilogy, Rain lutou ao lado de Shao Kahn, que o treinou como assassino juntamente com Kitana e Jade. |      |           | | [ 22 ] [ 24 ] |
| Sektor     | Personagem jogável que estreou em Mortal Kombat 3. Assim como Cyrax e Smoke, era um membro do clã Lin Kuei que foi convertido em um ciborgue sem alma e, posteriormente, designado para assassinar Sub-Zero. Após a invasão de Shao Kahn, Sektor se tornou o único ciborgue sob controle do clã. |      |           | | [ 22 ] [ 24 ] |
| Sheeva     | Personagem jogável que estreou em Mortal Kombat 3. Ela pertence à raça Shokan e era a protetora pessoal de Sindel. Apesar de ter servido Shao Kahn durante os eventos do jogo, ela se revolta contra o próprio após descobrir de sua traição aos Shokans, liderando sua raça em uma ofensiva contra os guerreiros de Shao Kahn. |      |           | | [ 22 ] [ 24 ] |
| Sindel     | Personagem jogável que estreou em Mortal Kombat 3. Ela é a mãe de Kitana e rainha involuntária de Shao Kahn, depois que este conquistou seu reino e assassinou seu marido. Após esses eventos, Sindel se suicida; contudo, ela é ressuscita por ordem de Shao Kahn, utilizando-a como peça de permissão em sua invasão contra Earthrealm. O processo de ressuscitamento propositalmente remova as memórias de Sindel. Porém, Kitana posteriormente a convence de seu passado, colocando-a contra Shao Kahn. |      |           | | [ 22 ] [ 24 ] |
| Stryker    | Personagem jogável que estreou em Mortal Kombat 3. Ele era o líder de uma brigada contra motins quando os esquadrões de Shao Kahn invandiram Earthrealm. Inicialmente, ele tentou manter a ordem entre a população no caos seguinte, mas logo todas as almas humanas foram tomadas por Shao Kahn, com exceção das que pertenciam aos guerreiros escolhidos. |      |           | | [ 22 ] [ 24 ] |

### Introduzido emMortal Kombat
| Personagem | Descrição | Ref. |         | |        |
| ---------- | --------- | ---- | ------- | --- | ------ |
| Personagem | Descrição | Ref. | Skarlet | Uma guerreira treinada por Shao Kahn para se tornar especialista em magia de sangue, sendo capaz de se transformar em uma poça de sangue e manipular o sangue dos adversários, bem como absorvê-lo. A personagem data de um rumor de que Mortal Kombat II teria uma ninja feminina de vermelho chamada Skarlet, e quando a personagem surgiu quase duas décadas depois, o co-criador da série Ed Boon declarou que foi uma forma de tornar o boato verdade. | [ 41 ] |

## Personagens convidados
| Personagem          | Obra original/Universo       | Título                                           | Ref.   |       |       |                 |       |
| ------------------- | ---------------------------- | ------------------------------------------------ | ------ | ----- | ----- | --------------- | ----- |
| Personagem          | Obra original/Universo       | Título                                           | Ref.   | Alien | Alien | Mortal Kombat X | [ 7 ] |
| Batman              | DC Comics                    | Mortal Kombat vs. DC Universe                    | [ 5 ]  |       |       |                 |       |
| Capitão Marvel      | DC Comics                    | Mortal Kombat vs. DC Universe                    | [ 5 ]  |       |       |                 |       |
| Conan               | Conan, o Bárbaro             | Mortal Kombat 1                                  |        |       |       |                 |       |
| Coringa             | DC Comics                    | Mortal Kombat vs. DC Universe e Mortal Kombat 11 | [ 5 ]  |       |       |                 |       |
| Darkseid            | DC Comics                    | Mortal Kombat vs. DC Universe                    | [ 5 ]  |       |       |                 |       |
| Exterminador        | DC Comics                    | Mortal Kombat vs. DC Universe                    | [ 5 ]  |       |       |                 |       |
| Exterminador T-1000 | Terminator 2: Judgment Day   | Mortal Kombat 1                                  |        |       |       |                 |       |
| Exterminador T-800  | The Terminator               | Mortal Kombat 11                                 |        |       |       |                 |       |
| Flash               | DC Comics                    | Mortal Kombat vs. DC Universe                    | [ 5 ]  |       |       |                 |       |
| Freddy Krueger      | A Nightmare on Elm Street    | Mortal Kombat                                    | [ 42 ] |       |       |                 |       |
| Ghostface           | Pânico                       | Mortal Kombat 1                                  |        |       |       |                 |       |
| Homelander          | The Boys                     | Mortal Kombat 1                                  |        |       |       |                 |       |
| Jason Voorhees      | Sexta-Feira 13               | Mortal Kombat X                                  | [ 7 ]  |       |       |                 |       |
| Kratos              | God of War                   | Mortal Kombat 9 (versão para PlayStation 3)      | [ 42 ] |       |       |                 |       |
| Lanterna Verde      | DC Comics                    | Mortal Kombat vs. DC Universe                    | [ 5 ]  |       |       |                 |       |
| Leatherface         | The Texas Chain Saw Massacre | Mortal Kombat X                                  | [ 7 ]  |       |       |                 |       |
| Lex Luthor          | DC Comics                    | Mortal Kombat vs. DC Universe                    | [ 5 ]  |       |       |                 |       |
| Mulher-Gato         | DC Comics                    | Mortal Kombat vs. DC Universe                    | [ 5 ]  |       |       |                 |       |
| Mulher-Maravilha    | DC Comics                    | Mortal Kombat vs. DC Universe                    | [ 5 ]  |       |       |                 |       |
| Omni-Man            | Invencível                   | Mortal Kombat 1                                  |        |       |       |                 |       |
| Pacificador         | DC Comics                    | Mortal Kombat 1                                  |        |       |       |                 |       |
| Predador            | O Predador                   | Mortal Kombat X                                  | [ 7 ]  |       |       |                 |       |
| RoboCop             | RoboCop                      | Mortal Kombat 11                                 |        |       |       |                 |       |
| Spawn               | Image Comics                 | Mortal Kombat 11                                 |        |       |       |                 |       |
| Superman            | DC Comics                    | Mortal Kombat vs. DC Universe                    | [ 5 ]  |       |       |                 |       |